# Почётный донор Москвы
Почётный донор Москвы — нагрудный знак, учреждённый Правительством Москвы, выражающий признание городом благородного вклада гражданина в развитие добровольного и безвозмездного донорства крови и её компонентов в Москве.

## Порядок вручения
Нагрудным знаком награждаются граждане Российской Федерации, безвозмездно сдавшие в медицинских организациях и научных организациях государственной системы здравоохранения города Москвы кровь или её компоненты в одной из следующих совокупностей:
- кровь и (или) её компоненты (кроме плазмы крови) 20 и более раз (до 40);
- кровь и (или) её компоненты 13 и более раз и плазму крови в общем количестве крови и (или) её компонентов и плазмы крови 20 и более раз (до 40);
- кровь и (или) её компоненты менее 13 раз и плазму крови в общем количестве крови и (или) её компонентов и плазмы крови 30 и более раз (до 60);
- плазму крови 30 и более раз (до 60).

Граждане Российской Федерации, не имеющие места жительства в Москве, также имеют право на награждение нагрудным знаком «Почётный донор Москвы».
По состоянию на 19 сентября 2021 года нагрудным знаком «Почётный донор Москвы» награждены более 3100 человек.

## Описание знака
Нагрудный знак «Почётный донор Москвы» изготавливается из томпака в виде сферы размером 33 мм с элементами рельефа, прокладкой эмалью и отделкой металлом под золото.
В основе знака — изображение красной капли крови с равносторонним красным крестом в центре, контур которого выполнен металлом под золото. Сверху расположена белая лента из эмали с надписью золотистыми буквами «Почетный донор», снизу — белая лента из эмали с надписью золотистыми буквами «Москвы». По бокам знак обрамлен рельефным изображением лавровых ветвей, выполненным металлом под золото. На оборотной стороне нагрудного знака имеется булавка для прикрепления к одежде.

## Льготы
Граждане, имеющие постоянную регистрацию в городе Москве и награждённые нагрудным знаком «Почётный донор Москвы», которые после получения знака сдали кровь не менее трёх раз или плазму не менее семи раз ежегодно, имеют право на следующие меры социальной поддержки:
- право на бесплатный проезд на всех видах городского пассажирского транспорта (кроме такси, маршрутного такси, городских велосипедов и речного электротранспорта) в городе Москва;
- бесплатное изготовление и ремонт зубных протезов (кроме расходов на оплату стоимости драгоценных металлов и металлокерамики) по медицинским показаниям в медицинских организациях государственной системы здравоохранения города Москва;
- 50 % скидка по оплате коммунальных услуг в пределах социальной нормы площади жилого помещения и нормативов потребления коммунальных услуг независимо от вида жилищного фонда;
- 50 % скидка на обеспечение лекарственными препаратами.

С 1 сентября 2014 года до 1 марта 2015 года право на бесплатный проезд на городском пассажирском транспорте Почётные доноры Москвы могли реализовать только с помощью льготных билетов на 3 дня, которые они получали в кассах московского метрополитена и в специализированных киосках ГУП «Мосгортранс».
С 1 марта 2015 года Почётные доноры Москвы, имеющие место жительства в городе Москве, имеют право на получение социальной карты москвича. Для получения вышеуказанной карты Почётные доноры Москвы должны обратиться с полным пакетом документов в любой Многофункциональный центр предоставления государственных и муниципальных услуг города Москвы. В Многофункциональном центре сначала оформляют ВРЕМЕННЫЙ ЕДИНЫЙ СОЦИАЛЬНЫЙ БИЛЕТ сроком на 30 дней. После истечения срока его действия необходимо повторно обратиться в Многофункциональный центр для получения постоянной именной пластиковой социальной карты москвича. 
50% скидка на оплату ЖКУ также оформляется через Многофункциональный центр.
В первый год с момента получения удостоверения «Почётный донор Москвы» вышеуказанные меры социальной поддержки предоставляются на основании удостоверения «Почётный донор Москвы». В дальнейшем, во второй год и последующие годы — на основании удостоверения «Почётный донор Москвы» и документов, подтверждающих сдачу крови не менее 3 раз или плазмы не менее 7 раз ежегодно в медицинских организациях и научных организациях государственной системы здравоохранения города Москвы.
С 1 августа 2018 года Почётные доноры Москвы, зарегистрированные в городе Москве, имеют право на бесплатный проезд на железнодорожном транспорте общего пользования в пригородном сообщении вне Малого кольца Московской железной дороги (на основании социальной карты москвича).
С 1 января 2020 года для граждан, награжденных нагрудным знаком «Почетный донор Москвы» и не осуществляющих трудовую деятельность после выхода на пенсию, в случае отсутствия права на региональную социальную доплату к пенсии до городского социального стандарта установлена величина денежного эквивалента мер социальной поддержки, предоставляемых в натуральной форме в виде скидки по оплате коммунальных услуг, в размере 1 278 руб. 86 коп., а с 1 июля 2020 года — 1 325 руб. 71 коп..